# Mierzęcice (village)
Pour les articles homonymes, voir Mierzęcice.
Mierzęcice est un village polonais de la voïvodie de Silésie et du powiat de Będzin. Il est le siège de la gmina de Mierzęcice et comptait 2.676 habitants en 2006. 